# Henry Percy, 4:e earl av Northumberland
Henry Percy, 4:e earl av Northumberland, född cirka 1449, död 28 april 1489, var ett av sju barn till Henry Percy, 3:e earl av Northumberland och hans fru Eleanor Poynings, dotter till Richard Poynings, lord Poynings. 

## Biografi
Henry Percys far var trogen huset Lancaster och dog i slaget vid Towton den 29 mars 1461. Northumberland förlorade då sin titel och fängslades i Fleetfängelset innan han förflyttades till Towern 1464. Hans titel gick istället till John Neville, markis av Montagu 1465, men Northumberland släpptes ur fängelset 1469. Han fick Montagu att ge upp sin titel och 1473 fick Northumberland tillbaka rätten att kalla sig för earl.
Under flera år framöver höll Northumberland flera viktiga statliga positioner i norra England. Han kommenderade sedan några trupper vid slaget vid Bosworth Field den 22 augusti 1485. I april 1489 var han tillbaka i Yorkshire. Där höjdes skatterna märkbart, för att kunna finansiera armén, och detta ledde till missnöje bland befolkningen. Sir John Egremont av Yorkshire ledde ett uppror som följd av den höga taxeringen, där ett av målen var Northumberland. Northumberland lynchades av pöbeln den 28 april 1489 och begravdes senare i Beverley Minster, East Riding of Yorkshire.

## Familj
Northumberland och hans fru, Maud Herbert, fick tillsammans åtta barn:
- Henry Algernon Percy, 5:e earl av Northumberland, gifte sig med Catherine Spencer.
- Alianore Percy, gifte sig med Edward Stafford, 3:e hertig av Buckingham.
- Sir William Percy, gifte sig först med Agnes Constable och senare med en kvinna som enbart är känd som "Margaret Percy".
- Alan Percy.
- Josceline Percy, gifte sig med Margaret Frost.
- Arundel Percy.
- Anne Percy, gifte sig med William FitzAlan, 18:e earl av Arundel.
- Elizabeth Percy.